# 10-cm-Kanone 14
Die 10-cm-Kanone 14 war eine schwere Feldkanone, die von der Artillerie des
deutschen Heeres im Ersten Weltkrieg verwendet wurde.

## Entwicklung

### 10-cm-Kanone 99
Anfang 1893 schlug die Artillerie-Prüfungskommission (A.P.K.) vor, die schwere 12-cm-Kanone 1880 (s. 12cm K.) auszusondern, da diese den feldmäßigen Anforderungen hinsichtlich Feuergeschwindigkeit, der Zielgenauigkeit auf größere Entfernungen und der Wirkung im Ziel nicht mehr genügte. Die geforderten Verbesserungen umfassten einen Schnellladeverschluss, Hülsenmunition bei gleichem Geschossgewicht, ein modifiziertes Fahrgestell und eine höhere Mündungsgeschwindigkeit.
Sie unterschied sich von der s.12cm K. durch das 2 cm niedrigere Fahrgestell mit modernisierter Protze, Lafette und Rohrwiege sowie hydraulischer Rohrbremse. Für die Treibladung wurde das rauchlose Pulver R.P. 97 verwendet. Das Gewicht inkl. Rohrwiege betrug 1280 kg, zusammen mit der 1360 kg schweren Protze ergab sich ein Gesamtgewicht des Zuges von 2640 kg, was das Gewicht der schweren Feldhaubitze 93 noch um 440 kg übertraf. Es folgten umfangreiche Test- und Manövereinsätze, dabei beeindruckten die große Feuergeschwindigkeit und die Schussweite von 10.200 m, 2300 m weiter als die der 12-cm-Kanone 80 und 4150 m weiter die der s.F.H. 93.

### 10-cm-Kanone 04
Krupp begann inzwischen Versuche mit der 15-cm-Versuchs-Haubitze (V.H. 99), und die im Export starke Firma Ehrhardt experimentierte mit einem 10-cm-Geschütz, das als 10-cm-Ehrhardt Modell 1902 am 30. September 1902 auf dem Schießplatz Kummersdorf erprobt wurde. Nachdem das Geschütz für die Exportausstellung in Düsseldorf 1902 noch nicht vorzeigereif war, wurde nach weiteren technischen Verbesserungen das 10-cm-Ehrhardt Modell 1903 mit geringerer Höhe und 10.000 m Schussweite angeboten. Der Konkurrent Krupp hatte jedoch bereits ein eigenes 10-cm-Geschütz erfolgreich in Kummersdorf erprobt und stellte 1904 sechs Stück davon für weitere Erprobungen zur Verfügung. Die Versuche verliefen erfolgreich und führten ab 1905 unter der Bezeichnung 10-cm-Kanone 1904 zur Serienproduktion. Das Geschütz löste sowohl die K. 99 als auch die 15-cm-Kanone (lang) 92 ab. Letztere galt zwar wegen der besseren Schrapnellmunition zunächst als Favorit, aber die höhere Feuerrate der 10-cm-K. 04 gab den Ausschlag.
Die 10-cm-K. 04 wurde als Flachfeuergeschütz entsprechend den im deutschen Heer geltenden Grundsätzen den Kanonen zugeordnet, im Gegensatz zu den in steilerem Winkeln feuernden Haubitzen oder Minenwerfern. Sie übernahm viele technische Entwicklungen von der 15 cm schweren Feldhaubitze 02. Anstelle schwerer Holzfundamente wurden bei beiden Geschützen leichte Strohmatten unter die Lafette gelegt, die ein Einsinken bei weichen Bodenverhältnissen vermeiden sollten. Obwohl als Kanone in erster Linie für das direkte Richten vorgesehen, erhielt das Geschütz das gleiche für das indirekte Richten notwendige Rundblickfernrohr mit Stricheinteilung der s.F.H. 02, das das seitliche Einrichten des Geschützes in Grundrichtung durch einen Theodolit ermöglichte. An der linken Seite der Rohrwiege befand sich die Kurbel zur Höhenausrichtung. Das Übersetzungsgetriebe, das direkt über ein Zahnrad auf eine Zahnstange an der Rohrwiege wirkte, war einfacher als das der s.F.H. 02. Die neue Kanone war das erste deutsche Geschütz, welches einen langen Rohrrücklauf besaß. Parallel dazu wurde es mit einer hydromechanischen Brems- und Vorholeinrichtung versehen. Dies garantierte in niedrigen Winkelgruppen einen ruhigen Stand beim Abschuss und zugleich erhörte sich durch das entfallende Nachrichten der Kanone die Feuergeschwindigkeit signifikant. Jedoch befriedigte der lang Rohrrücklauf noch nicht vollkommen.

### 10-cm-Kanone 14

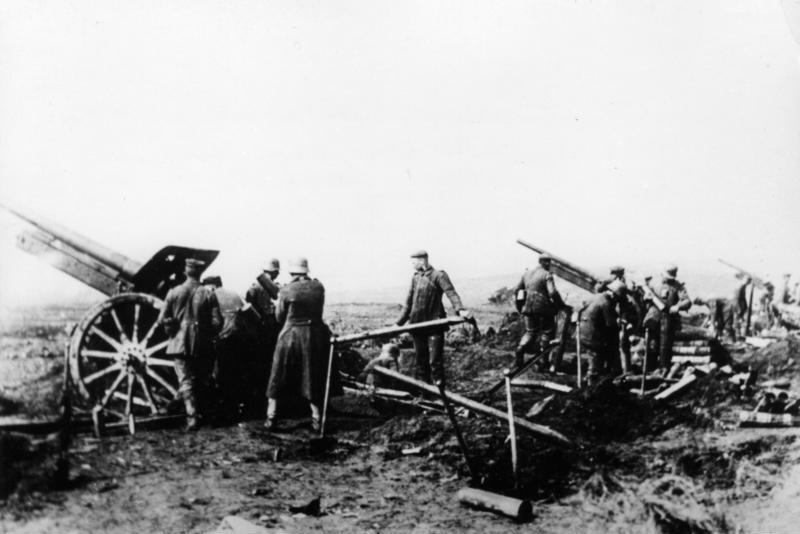
Eine Batterie 10-cm-K 14 im Feuerkampf bei der Tankschlacht von Cambrai

1911 gab die A.P.K. neue Anforderungen für ein 10-cm-Geschütz heraus; daraufhin forderte das Kriegsministerium Krupp und Ehrhardt/Rheinmetall auf, jeweils einen Prototyp herzustellen. Das Krupp-Versuchsgeschütz erwies sich als zu schwer und musste zunächst gekürzt werden, so dass es erst 1913 zum Erprobungsvergleich kam, der eine Reihe von Nachbesserungen an zwei neuen Prototypen nach sich zog. Nachdem bereits 1909/10 erste Schießversuche gegen Luftziele auf dem Frischen Haff an der Ostsee erfolgt waren, wobei sich die 10-cm-Kanone 09 mit schnellerem Lademechanismus und einer Erhöhung bis zu 65° durchgesetzt hatte, wurden die neuen Versuchstypen auch zur Flugzielbekämpfung auf den Schießplatz in Swinemünde geschafft. Die weitere Entwicklung zog sich jedoch hin: Ein Prüfbericht mit weiteren Verbesserungsvorschlägen wurde am 8. März 1913 dem Kriegsministerium vorgelegt, der Mängel an beiden Kanonen beschrieb, erneut wurden daher zwei nachgebesserte Geschütze angefordert, und 1914 folgten weitere Erprobungen.
Bei Ausbruch des Krieges 1914 erhielt Krupp schließlich einen Fertigungsauftrag über zunächst 128 Geschütze, die ab Mai 1915 in den Einsatz kamen. Das Rohr wurde ähnlich der s.F.H. 13 durch eine Seiten- und eine Höhenrichtmaschine bewegt. Zudem war die Kanone durch eine Kreisbettung um 360° schwenkbar und wurde zunächst provisorisch als Flugabwehrgeschütz eingesetzt, bis sie durch spezielle FlaK-Geschütze abgelöst werden konnte. Die Kreisbettung kam später wieder in Fortfall. Als Feldgeschütz bewährte sich die Kanone jedoch ausgezeichnet. Ein weiterer Unterschiede zur K 04 bestand im veränderlichen Rohrrücklauf, der beim Schießen mit verschiedenen Rohrerhöhungen einen dauerhaft ruhigen Stand garantierte.
Die 10-cm-Kanone 14 wurde im Laufe des Ersten Weltkriegs zur 10-cm-Kanone 17 weiter entwickelt.
Das tatsächliche Kaliber der 10-cm-Kanone 04 wie der 10-cm-Kanone 14 betrug 105,2 mm.